# What If (Creed-låt)
What If är en låt av Creed, släppt som den andra singeln från deras album Human Clay från 1999.
I den här låten sjunger Scott Stapp om hat och personer som förtrycker andra, möjligen hänvisat till kritiker av bandet.
Låten användes till filmen Scream 3, från år 2000, till vilken Creed hjälpte till att göra soundtracket. Musikvideon visade Creeds bandmedlemmar bli "dödade" av den ökända Ghostface-karaktären från Scream-filmerna. I slutet av videon tar Ghostface av sig sin mask och avslöjar Scott Stapp (som sjunger låten). Bandets flickvänner förstår snart att det hela var ett skämt och att ingen av dem faktiskt dog. Skådespelaren David Arquette förekommer också i videon.
Enligt gitarristen Mark Tremonti så var introt inspirerat av låten "Paint It, Black" av The Rolling Stones.
2006 framförde Chris Daughtry den här låten på American Idol.

## Listplaceringar
| Lista (2000)                                  | Topplacering |
| --------------------------------------------- | ------------ |
| USA, Billboard Bubbling Under Hot 100 Singles | 2            |
| USA, Billboard Hot Mainstream Rock Tracks     | 3            |
| USA, Active Rock                              | 1            |